# SADT
Методологія SADT (англ. structured analysis and design technique) - методологія структурного аналізу та проектування - це сукупність методів, правил і процедур, призначених для побудови функціональної моделі об'єкта будь-якої предметної області.  

## Історія
Частину теорій, що стосуються методології та мови опису систем, назвали їх автором, Дугласом Т. Россом «Методологією структурного аналізу та проектування» (SADT — Structural Analysis and Design Technique). Робота над SADT почалася в 1969 р Перший додаток було реалізовано в 1973  р. при розробці великого аерокосмічного проекту, коли вона була переглянута співробітниками SofTech, Inc. У 1974 р SADT була ще поліпшена і передана одній з найбільших європейських телефонних компаній. Поява SADT над ринком відбулося в 1975 р. після річного оформлення як продукту. До 1981 р. SADT вже використовували більш ніж у 50 компаніях при роботі більш ніж над 200 проектами, що включали понад 2000 людей і охоплювали більше десятка предметних областей, у тому числі телефонні мережі, аерокосмічне виробництво, управління та контроль, облік матеріально-технічних ресурсів та обробку даних. Її широке поширення нині в європейській, далекосхідній та американській аерокосмічній промисловості (за назвою IDEF0) дозволяє ці цифри істотно збільшити. Таким чином SADT виділяється серед сучасних методологій опису систем завдяки своєму широкому застосуванню.
На початку 70-х методологія SADT була реалізована у вигляді чіткої формальної процедури. У ході цієї реалізації SADT-аналітики використовували бланки діаграм та титульні листи. Унікальний та ефективний метод кодування зв'язків між декомпозиціями з використанням ICOM-кодів, що застосовуються в SADT, а також прийнятий SADT спосіб організації рецензування за допомогою циклу автор/читач набагато полегшують паперову реалізацію. Завдяки цим перевагам SADT набагато перевершує інші методи структурного аналізу, мають паперову реалізацію.
Наприкінці 70-х з'явилися комп'ютери достатній потужності з прийнятною швидкістю створення графічних зображень. Це дало можливість автоматизувати ті структурні методи, які, подібно до SADT, істотно спиралися на графіку. Хоча такі технології в той час тільки починали розвиватися, Повітряні сили США фінансували розробку першої системи автоматизації SADT (також, до речі, першого автоматизованого засобу для структурного аналізу, що наголошує на графіку), названого AUTOIDEF0.
На початку 80-х років з'явився персональний комп'ютер з графічними можливостями, здатний поміститься на письмовому столі. Це спричинило створення автоматизованих робочих місць для кількох графічних методів структурного аналізу. У цей час перші спроби реалізації SADT на міні- і мікрокомп'ютерах було зроблено в США, Європі та Скандинавії.
За словами Левітта (2000), SADT є «частиною серії структурованих методів, які представляють набір методів аналізу, проектування та програмування, які були розроблені у відповідь на проблеми, з якими стикався світ програмного забезпечення з 1960-х до 1980-х років. Більшість комерційного програмування виконувалося на COBOL і Fortran, потім на C і BASIC. Було мало вказівок щодо «хорошого» дизайну та методів програмування, а також не було стандартних методів документування вимог і проектів. Системи ставали все більшими та складнішими, а розробка інформаційної системи ставала все важчою і важчою для того, щоб допомогти керувати великим і складним програмним забезпеченням.»
Сучасний рівень інформаційних технологій надає багатий вибір методів створення автоматизованої підтримки SADT. Найбільш доступним на сьогоднішній день SADT-засобом є Design/IDEF (Meta Software Corp.) - спочатку побудований в рамках програми інтегрованої комп'ютеризації виробництва і широко використовується нині в різних галузях діяльності. Автоматизована підтримка SADT відбувається у розвитку від просто графічного засобу до програмного забезпечення, що функціонує з урахуванням знань найбільш загальних понять моделювання. Такі розвинені засоби мають здатність розуміти семантику взаємопов'язаної мережі діаграм SADT і безлічі моделей, а також поєднувати цю безліч відомостей та правил з іншими технологіями.

## Опис
Застосування SADT методології засноване на формалізованому процесі створення системи при розбитті його на наступні фази:
- аналіз – визначення того, що система робитиме;
- проектування – визначення підсистем та їх взаємодія;
- реалізація – розробка підсистем окремо;
- об'єднання – з'єднання підсистем в єдине ціле;
- тестування – перевірка роботи системи;
- установка – введення системи в дію;
- функціонування – використання системи.

Функціональна модель SADT відображає функціональну структуру об'єкта, тобто  його дії та зв'язки між ними.  Основні елементи цієї методології ґрунтуються на наступних концепціях:
- графічне представлення блокового моделювання.  Графіка блоків і дуг SADT-діаграми відображає функцію у вигляді блоку, а інтерфейси входу/виходу представляються дугами, відповідно які входять в блок або виходять з нього.  Взаємодія блоків один з одним описуються за допомогою інтерфейсних дуг, що виражають "обмеження", які в свою чергу визначають, коли і яким чином функції виконуються й управляються;
- строгість й точність.  Виконання правил SADT вимагає достатньої строгості й точності, однак без внесення надмірних обмежень на дії аналітика.

Правила SADT включають:
- обмеження кількості блоків на кожному рівні декомпозиції (правило 3-6 блоків);
- зв'язність діаграм (номери блоків);
- унікальність міток і найменувань (відсутність повторюваних імен);
- синтаксичні правила для графіки (блоків і дуг);
- поділ входів та управлінь (правило визначення ролі даних).
- відділення організації від функції, тобто  виключення впливу організаційної структури на функціональну модель.

Методологія SADT може використовуватися для моделювання більшості систем й визначення вимог та функцій, а потім для розробки системи, яка задовольняє цим вимогам й реалізує ці функції.  Для вже існуючих систем SADT може бути використана для аналізу функцій, які виконує система, а також для визначення механізмів, за допомогою яких вони здійснюються.
Результатом застосування методології SADT є модель, яка складається з діаграм, фрагментів текстів та глосарію, що мають посилання один на одного.  Діаграми - головні компоненти моделі, всі функції інформаційної системі (ІС) та інтерфейси на них представлені як блоки і дуги.  Місце з'єднання дуги з блоком визначає тип інтерфейсу.  Керуюча інформація входить в блок зверху, в той час як інформація, яка піддається обробці, показана з лівого боку блоку, а результати виходу показані з правого боку. Механізм (людина або автоматизована система), який здійснює операцію, представляється дугою, що входить в блок знизу.
Діяльність можна описати за допомогою так званих ICOMs (Inputs, Outputs, Controls, and Mechanisms) - її входів (inputs), виходів (outputs), елементів керування (controls) та механізмів (mechanisms).

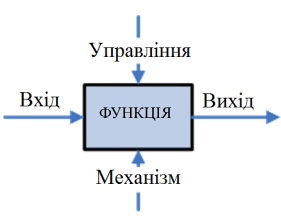
Функціональний блок SADT та інтерфейсні дуги

Однією з найбільш важливих особливостей методології SADT є поступове введення все більших рівнів деталізації по мірі створення діаграм, що відображають модель.
Побудова SADT-моделі починається з представлення всієї системи у вигляді найпростішої компоненти - одного блоку і дуг, що зображують інтерфейси з функціями поза системою.  Оскільки єдиний блок представляє всю систему як єдине ціле, ім'я, вказане в блоці, є спільним.  Це вірно і для інтерфейсних дуг - вони також представляють повний набір зовнішніх інтерфейсів системи в цілому.

Структура декомпозиції згори вниз.

Потім блок, який представляє систему єдиним модулем, деталізується на іншій діаграмі за допомогою декількох блоків, з'єднаних інтерфейсними дугами.  Ці блоки представляють основні підфункції вихідної функції.  Ця декомпозиція виявляє повний набір підфункції, кожна з яких представлена як блок, межі якого визначено інтерфейсними дугами.  Кожна з цих підфункцій може бути декомпозирована подібним чином для більш детального представлення.
У всіх випадках кожна підфункція може містити тільки ті елементи, які входять у початкову функцію.  Крім того, модель не може опустити будь-які елементи, тобто, як уже зазначалося, батьківський блок та його інтерфейси забезпечують контекст.  До нього не можна нічого додати, і з нього не може бути нічого видалено.
Модель SADT це серія діаграм із супровідною документацією, які розбивають складний об'єкт на складові частини, що представлені у вигляді блоків.  Деталі кожного з основних блоків показані у вигляді блоків на інших діаграмах.  Кожна детальна діаграма є декомпозицією блоку з більш загальної діаграми.  На кожному кроці декомпозиції більш загальна діаграма називається батьківською для ще детальнішої діаграми.
Дуги, що входять до блоку й виходять з нього на діаграмі верхнього рівня, є такими ж як і дуги, що входять в діаграму нижнього рівня й виходять з неї, тому що блок й діаграма представляють одну і ту ж частину системи.
Наступним етапом розвитку мови описання функціональних систем SADT можна вважати методологію IDEF0. Сімейство стандартів IDEF взяло своє позначення від назв цієї програми (IDEF=ICAM DEFinition). Це саме за номером 0  IDEF0. З 1981 року в стандарт IDEF0 були внесені деякі незначні зміни, в основному, обмежуючого і рекомендаційного характеру, остання його редакція була випущена в грудні 1993 року Національним Інститутом Стандартів і Технологій США (NIST).

## Використання
SADT використовується як схематична нотація в концептуальному проектуванні програмного забезпечення та системної інженерії для ескізу програм   для більш детального структурного аналізу, для  визначення вимог  і структурованого проектування.

## Дивись також
- DFD (Data Flow Diagram) - Діаграма потоків даних
- IDEF0
- BPMN (Business Process Model and Notation) - модель та нотація бізнес-процесів
- Системний аналіз